# Качер, Мирослав
Миросла́в Ка́чер (словац. Miroslav Káčer; 2 февраля 1996, Жилина, Словакия) — словацкий футболист, полузащитник клуба «Жилина».

## Карьера
Футболом начал заниматься в 7 лет, когда был отдан в футбольную школу ФК «Жилина». Дебют в основе состоялся 26 августа 2012 года в домашней игре против миявского «Спартака». В этом матче Мирослав забил свой первый гол в профессиональном футболе. Тогда «Жилина» выиграла со счётом 4:1.
6 мая 2020 года подписал контракт с чешской «Викторией», куда перешёл вместе с партнёром по «Жилине» Филипом Кашей. Они вернулись к своему бывшему тренеру Адриану Гуле, под руководством которого выиграли чемпионат Словакии в сезоне 2016/17.

## Достижения
Виктория Пльзень
- Чемпион Чехии: 2021/22